# Régions unies de Serbie
Régions unies de Serbie (en serbe cyrillique : Уједињени региони Србије ; en serbe latin : Ujedinjeni regioni Srbije ; en abrégé : URS) est un parti politique serbe. Originellement fondé le 16 mai 2010 en tant que coalition politique, il est devenu un parti politique unifié le 21 avril 2013,. Il se fait le défenseur de la décentralisation et le soutien des entreprises,.
Le 13 novembre 2015, le parti est radié du registre des partis politiques et cesse d'exister, ce qui est controversé car le parti avait plus d'un million d'euros de dettes impayées.

## Coalition

### Membres
La coalition « Régions unies de Serbie » est constituée des partis politiques suivants :
- G17 Plus (G17+)
- Ensemble pour la Šumadija (ZZŠ)
- Mouvement Je vis pour la Krajina
- Coalition pour Pirot
- Parti des Bunjevcis
- Parti national du Sandžak (SNP)
- Parti démocratique des Bulgares (DPB)

### Élections de 2012

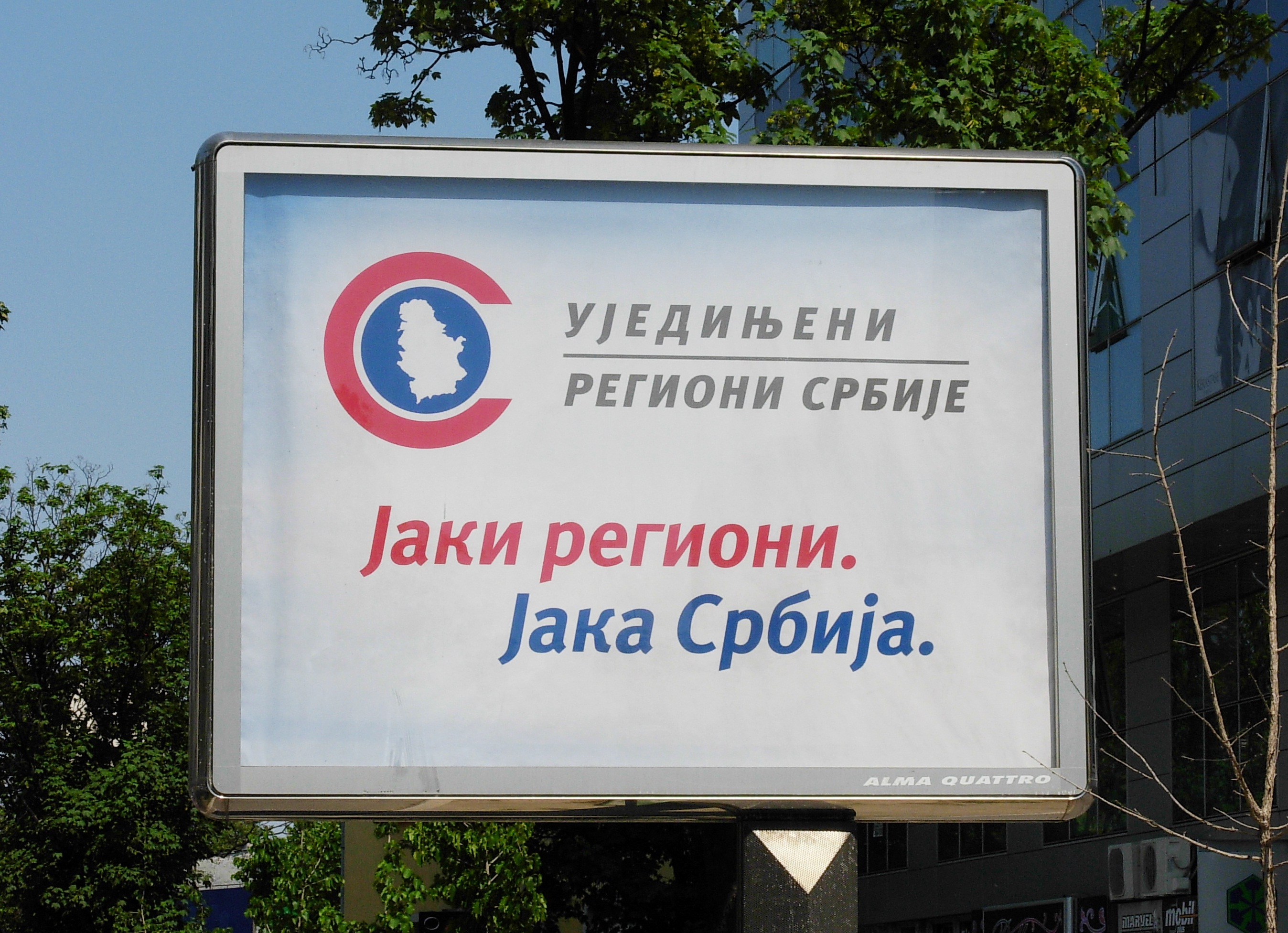
Panneau électoral, mai 2012

La coalition a participé aux élections législatives serbes de 2012, où elle a recueilli 5,51 % des voix, obtenant ainsi 16 sièges sur 250 à l'Assemblée nationale de la République de Serbie.
À la suite de l'élection, Régions unies de Serbie a formé une coalition gouvernementale avec le Parti progressiste serbe (SNS) du président Tomislav Nikolić et le Parti socialiste de Serbie (SPS). Trois ministres issus de l'URS sont ainsi présents dans le gouvernement d'Ivica Dačić formé le 27 juillet 2012 : Suzana Grubješić, vice-présidente du gouvernement pour les Affaires européennes, Mlađan Dinkić, ministre de l'Économie et des Finances et Verica Kalanović, ministre du Développement régional et de l'Autonomie locale.

### Élections de 2014
Lors des élections législatives de mars 2014, l'URS perd l'intégralité de ses 16 sièges à l'Assemblée. Deux jours plus tard, Mlađan Dinkić, président de la coalition, puis du parti depuis leur création démissionne. Il est remplacé à titre intérimaire par Veroljub Stevanović, maire de Kragujevac et président du parti Ensemble pour la Šumadija, et Verica Kalanović.

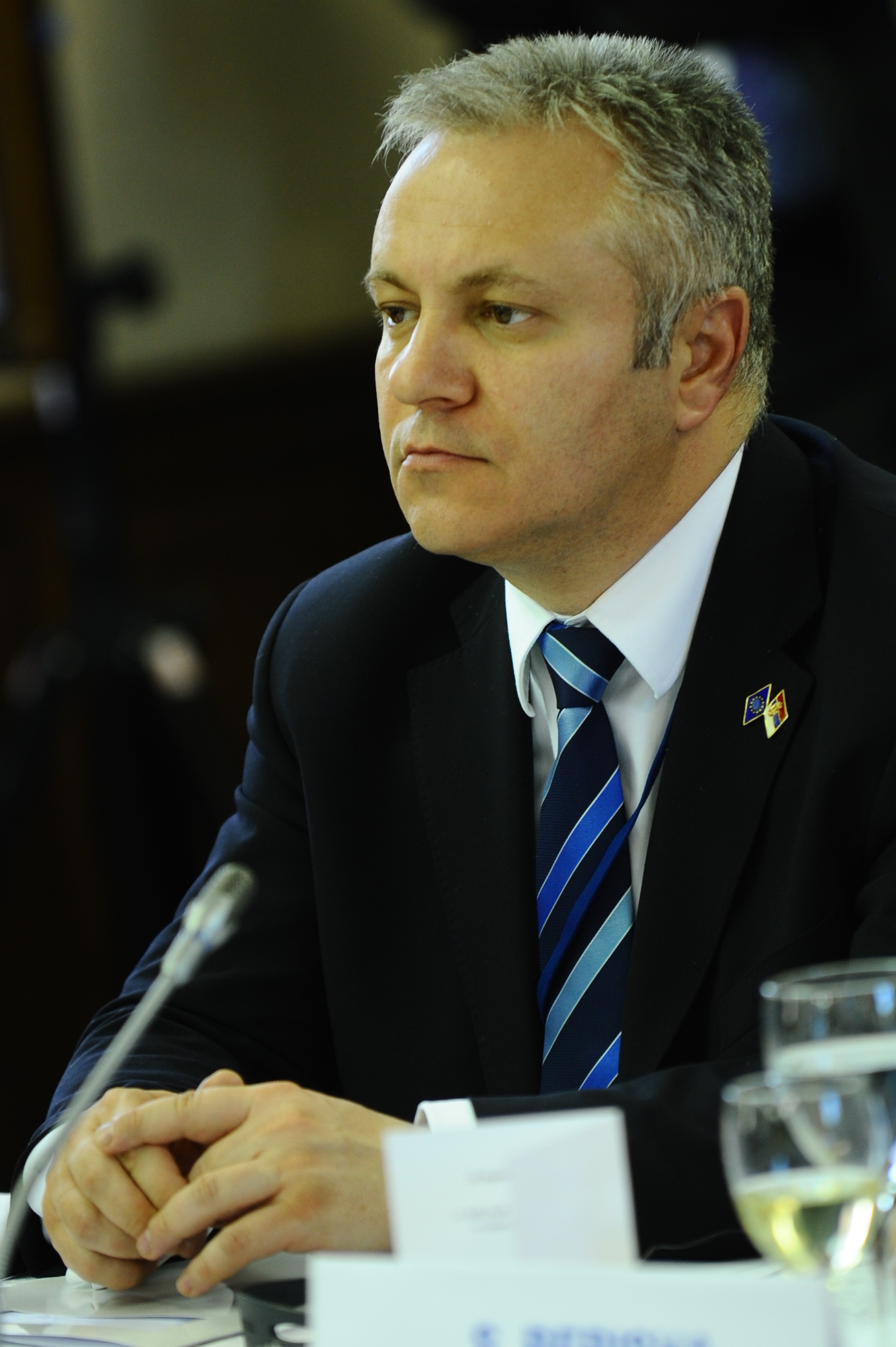
Mlađan Dinkić, président de la coalition et ministre
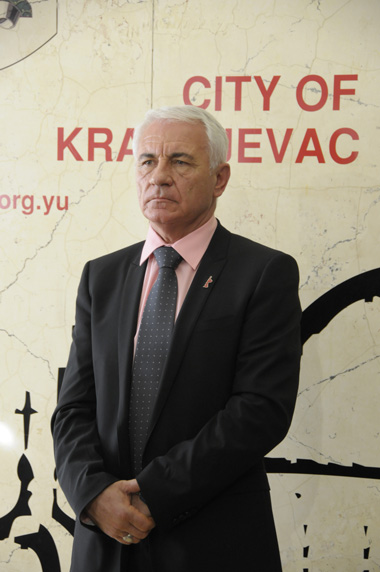
Veroljub Stevanović, maire de Kragujevac